# NGC 6440
NGC 6440 (również GCL 77 lub ESO 589-SC8) – gromada kulista znajdująca się w gwiazdozbiorze Strzelca. Odkrył ją William Herschel 28 maja 1786 roku. Jest położona w odległości ok. 27,7 tys. lat świetlnych od Słońca oraz 4,2 tys. lat świetlnych od centrum Galaktyki.